# Islotes Musgo
Los islotes Musgo (según Argentina) o islotes López (según Chile) son un grupo de pequeñas islas e islotes rocosos ubicados al norte de la isla Apéndice (o Rivera), en la bahía Hughes frente a la costa Danco, en la costa oeste de la península Antártica.
Situados a unos cinco kilómetros al oeste de la punta Cierva (también denominado cabo Primavera o Tisné), están libres de hielo en verano, cubiertos de abundante vegetación antártica. Debido a ello presentan un color café rojizo.

## Historia y toponimia
Fueron cartografiadas en detalle por la Expedición Antártica Sueca al mando de Otto Nordenskjöld en diciembre de 1902, denominado Moos Inseln (islotes Musgo) de forma descriptiva a la isla más oriental por la abundante vegetación. Posteriormente fueron cartografiadas por la Tercera Expedición Antártica Francesa entre 1903 y 1905, y posteriormente fotografiada desde el aire por el Falkland Islands and Dependencies Aerial Survey Expedition (FIDASE) entre 1956 y 1957.
En Argentina, ha aparecido con los nombres Islotes General Levene en 1956; mientras que el islote más grande fue denominado Isla Ricardo en un estudio geológico realizado ese mismo año.
En Chile, fue Segunda Expedición Antártica Chilena entre 1947 y 1948, por el comandante del petrolero Rancagua, capitán de fragata Alfredo López Costa. El islote más grande fue denominado Isla Ximena en 1957, presumiblemente en honor a un familiar de algún miembro de la expedición antártica chilena de ese año.

## Ecología

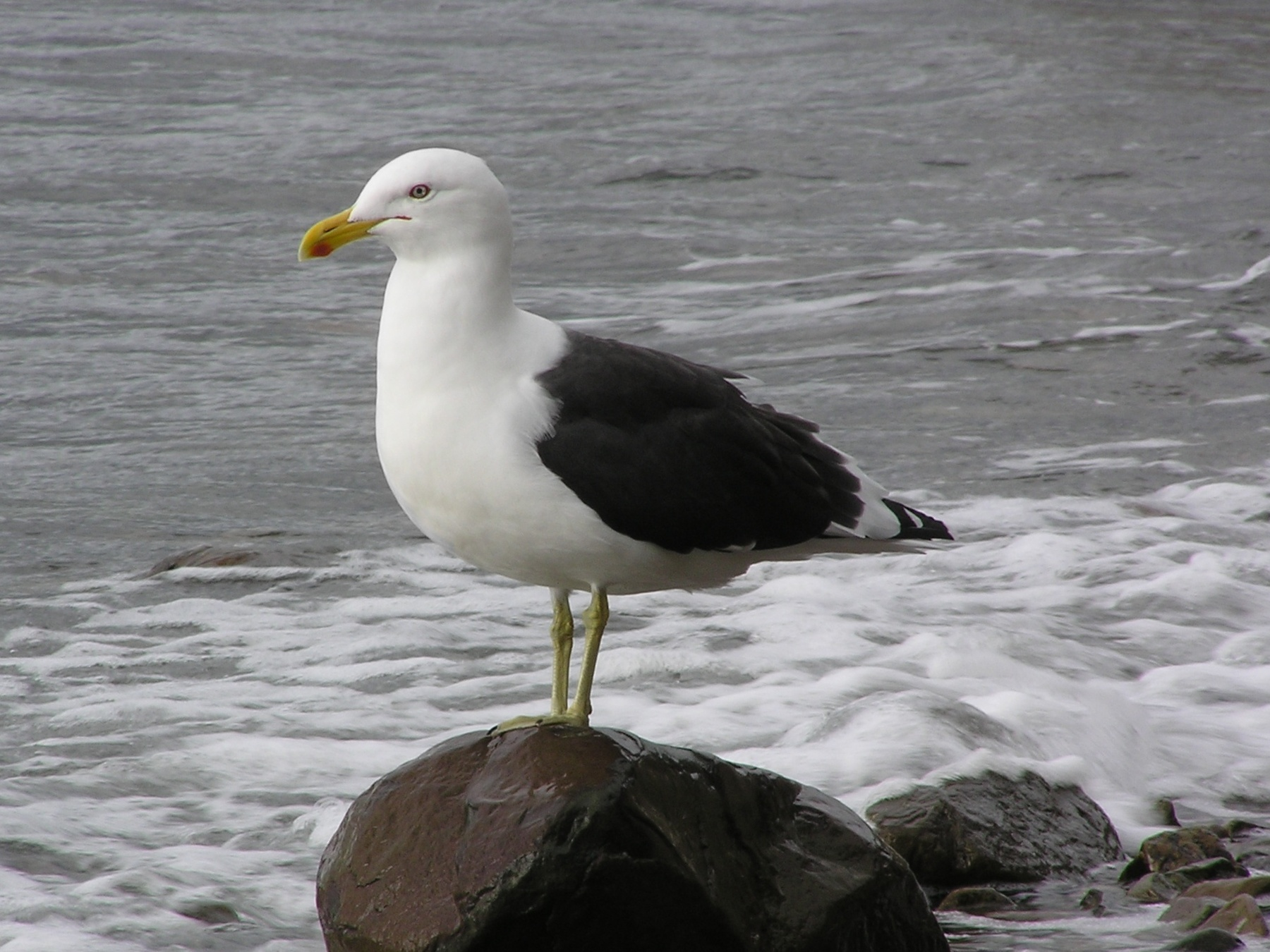
Gaviota cocinera.

Los islotes están protegidos desde 1985 por el Sistema del Tratado Antártico. Fue el Sitio de Especial Interés Científico N.º 15 hasta 2002, y desde entonces es la Zona Antártica Especialmente Protegida N.º 134 "Punta Cierva e islas litorales, costa Danco, península Antártica" bajo propuesta y conservación de Argentina.
La ZAEP también incluye parte de la punta Cierva (de la que toma su nombre), la isla Apéndice (o Rivera), la isla José Hernández (o Bofill), el islote Mar (o Pingüino) y otros islotes cercanos a la costa, así como el mar intermedio y la zona intermareal en la bahía Hughes; sumando un área total de 59,03 km². Fue designada como tal por el gran valor científico de su biodiversidad inusual, que incluye numerosas especies de plantas, aves e invertebrados. La topografía única, con la abundancia y diversidad de la vegetación, ha creado condiciones favorables para la formación de numerosos microhábitats.
Un sitio de 6540 hectáreas de tierra y mar, que incluye a los islotes, ha sido identificado como un área importante para la conservación de las aves por BirdLife International. Se superpone parcialmente con la ZAEP.

### Fauna

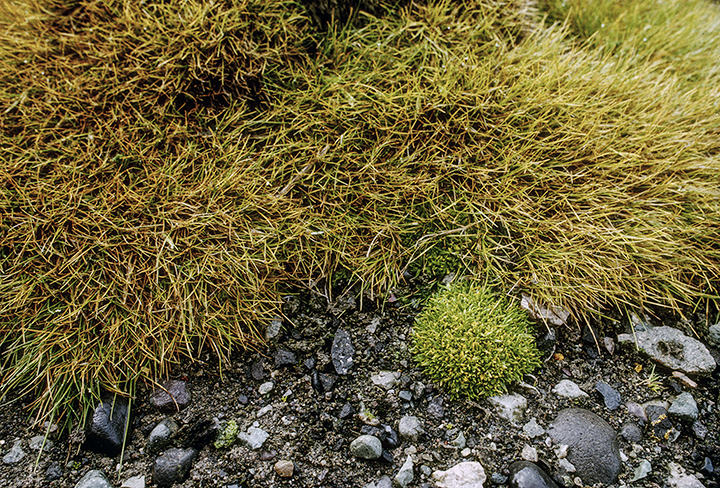
Pasto antártico y clavel antártico.

Se han registrado 120 parejas reproductoras de gaviotas cocineras (Larus dominicanus), 100 de paíños de Wilson (Oceanites oceanicus), 35 de abantos marinos antárticos (Macronectes giganteus), 30 de petreles dameros (Daption capense), 15 de charranes antárticos (Sterna vittata), 10 de págalos antárticos (Stercorarius maccormicki) y menos de cinco parejas reproductoras de palomas antárticas (Chionis alba).

### Flora
La extensa vegetación incluye líquenes, musgos y pastos, incluyendo el pasto antártico (Deschampsia antarctica) y la perla antártica (Colobanthus quitensis). Las microalgas no marinas son abundantes y con registros poco usuales.

## Reclamaciones territoriales
Argentina incluye los islotes en el departamento Antártida Argentina dentro de la provincia de Tierra del Fuego, Antártida e Islas del Atlántico Sur; para Chile forman parte de la comuna Antártica de la provincia Antártica Chilena dentro de la Región de Magallanes y de la Antártica Chilena; y para el Reino Unido integran el Territorio Antártico Británico. Las tres reclamaciones están sujetas a las disposiciones del Tratado Antártico.
Nomenclatura de los países reclamantes: 
- Argentina: islotes Musgo[11]
- Chile: islotes López[3]
- Reino Unido: Moss Islands[4]